# Pisemski roman
Pisemski roman ali roman v pismih je roman v obliki pisem, ki jih piše ena ali več izmišljenih oseb. Nizi pisem lahko vsebujejo vložne zgodbe. V novejšem času je za to obliko romana pogosta uporaba dokumentov v elektronski obliki (elektronska pošta, deli besedil iz blogov ipd.). 
Pisma zgodbi omogočajo večjo verjetnost, ker posnemajo delovanje v resničnem življenju. Taka oblika romana omogoča večje možnosti za opis čustev. 

## Vrste pisemskega romana
Pisemski romani se pojavljajo v treh različnih oblikah:
- monologni - pisma, ki jih piše samo ena oseba
- dialogni - pisma, ki si jih med seboj izmenjujeta dve osebi
- roman, kjer je avtorjev pisem več

## Zgodovinski razvoj
Za nastanek pisemskega romana sta v literarni vedi uveljavljeni dve teoriji. Po eni teoriji žanr izvira iz romanov, po drugi pa iz zbornikov pisem in poezije. 
V antiki, natančneje v dobi helenizma in pozne antične književnosti, je epistola pomenila izmišljeno pismo slavne osebnosti (npr. Aleksandra Velikega), pojavljala pa so se tudi pisma, ki so kazala notranjo povezanost (npr. Alkifronova Pisma na Heteri). V rimski književnosti je imela epistola dve glavni funkciji: prva je bila izpostavljanje lastnega mnenja in pogleda na moralna in filozofska vprašanja (Horacijeve Epistole), druga pa je bila namenjena razvijanju romantičnih in sentimentalnih tem, največ ljubezenskih (Ovid, Heroide).V srednjem veku je poudarek na razvoju druge tradicije, v času renesanse pa oživi tudi prva. V 17. stoletju se obe tradiciji začneta uporabljati na načine, ki ju približajo epskim oblikam: pisemski roman daje živost didaktičnim in komičnim zgodbam, primeren je za odkrivanje skrivnosti ženskega srca (Aphra Behn, Love-Letters Between a Nobleman and His Sister) in daje občutek povezanosti v kronikah. V 18. stoletju se pisemski roman začne uporabljati za izražanje družbene kritike in v namene filozofskih razprav.
Oblika pisemskega romana, kot ga poznamo danes, se pojavi z delom Samuela Richardsona, Pamela, leta 1740. V novejši književnosti je pisemskih romanov vse manj, nadomestil ga je psihološki roman.

## Dela
- Aphra Behn, Love-Letters Between a Nobleman and His Sister (1684)
- Samuel Richardson, Pamela (1740) in Clarissa (1749)
- Charles de Secondat, baron de Montesquieu, Lettres persanes (1721)
- Jean-Jacques Rousseau, Julie, ou la nouvelle Héloïse (1761)
- Pierre Choderlos de Laclos, Les Liaisons dangereuses (1782)
- Johann Wolfgang von Goethe, Trpljenje mladega Wertherja (1774)
- Friedrich Hölderlin, Hyperion
- Frances Brooke, The history of Emily Montague (1769)
- Henry Fielding, Shamela (1741)
- Honoré de Balzac, Letters of Two Brides
- Mary Shelley, Frankenstein (1818)
- Bram Stoker, Drakula (1897)

## Novejša dela
- Fjodor Mihajlovič Dostojevski, Bedni Ljudje (1846)
- Anne Brontë, Gospa s pustega brega (1848)
- Wilkie Collins, Diamant (1868) in Ženska v belem
- Juan Valera, Pepita Jimenez (1874)
- Juan Webster, Daddy-Long-Legs (1912)
- Katherine Taylor, Adress Unkonwn (1938)
- C. S. Lewis, The Screwtape Letters (1942) in Letters to Malcom: Chiefly on Prayer (1964)
- Theodore Sturgeon, Some of Your Blood (1961)
- Saul Bellow, Herzog (1964)
- Lawrence Sanders, Tha Anderson Types (1969, 1970)
- Stephen King, Carrie (1974)
- Bob Randall, The Fan (1977)
- John Barth, Letters (1979)
- Alice Walker, The Colour Purple (1982)
- Ronald Munson, Fan Mail (1994)
- Helen Fielding, Bridget jone's Diary (1996)
- Stephen Chbosky, The Perks of Being a Wallflower (1999)
- Meg Cabot, The Boy Next Door (2002)